# نقيل الشعبة (إب)

تعديل مصدري - تعديل

نقيل الشعبة محلة تابعة لقرية الجحلة، التابعة لعزلة ميتم بمديرية إب إحدى مديريات محافظة إب في الجمهورية اليمنية.، بلغ تعداد سكانها 85 حسب تعداد اليمن لعام 2004.